# Ctenotus dux
Ctenotus dux är en ödleart som beskrevs av  Storr 1969. Ctenotus dux ingår i släktet Ctenotus och familjen skinkar. Inga underarter finns listade i Catalogue of Life.